# La Hulpe
La Hulpe (en valón L' Elpe, en neerlandés Terhulpen) es un municipio y una localidad belga francófona localizada en la Provincia del Brabante Valón a unos veinte kilómetros de Bruselas. Está cerca de las localidades de Genval, Lasne, Rixensart, Waterloo, Overijse y Hoeilaart, por lo que se le suele llamar «la Porte des Ardennes brabançonnes» (la Puerta de las Ardenas Brabanzonas)
Fundada por los duques de Brabante, la localidad toma su nombre del término celta Helpe, que significa río de dinero. 
Situada al borde del bosque de Soignes, su río, Argentine, alimenta los estanques del parque Solvay y el lago Genval a pocos kilómetros del pueblo.  
Presenta un castillo construido en 1842 según los planos de los arquitectos J.-J. Arveuf y J.-F. Coppens.

## La Hulpe en cifras
- Superficie : 1556 ha (de las que 2/3 son de zona verde y parque).
- Altitud media : 74 metros
- Número de habitantes : 7343 (01/01/2019)
- Densidad : 470 hb./ km²
- Amplitud de la red viaria que pertenece a:
  - Región valona : 3.912 mct
  - Agua y bosque: 2.800 mct
  - Provincia : 3.020 mct
  - Pueblo : 30.948 mct

## Demografía

### Evolución
Todos los datos históricos relativos al actual municipio, el siguiente gráfico refleja su evolución demográfica, incluyendo municipios después de efectuada la fusión el 1 de enero de 1977.
| Gráfica de evolución demográfica de La Hulpe entre 1846 y 2020 |
|                                                                |

## Enlaces externos

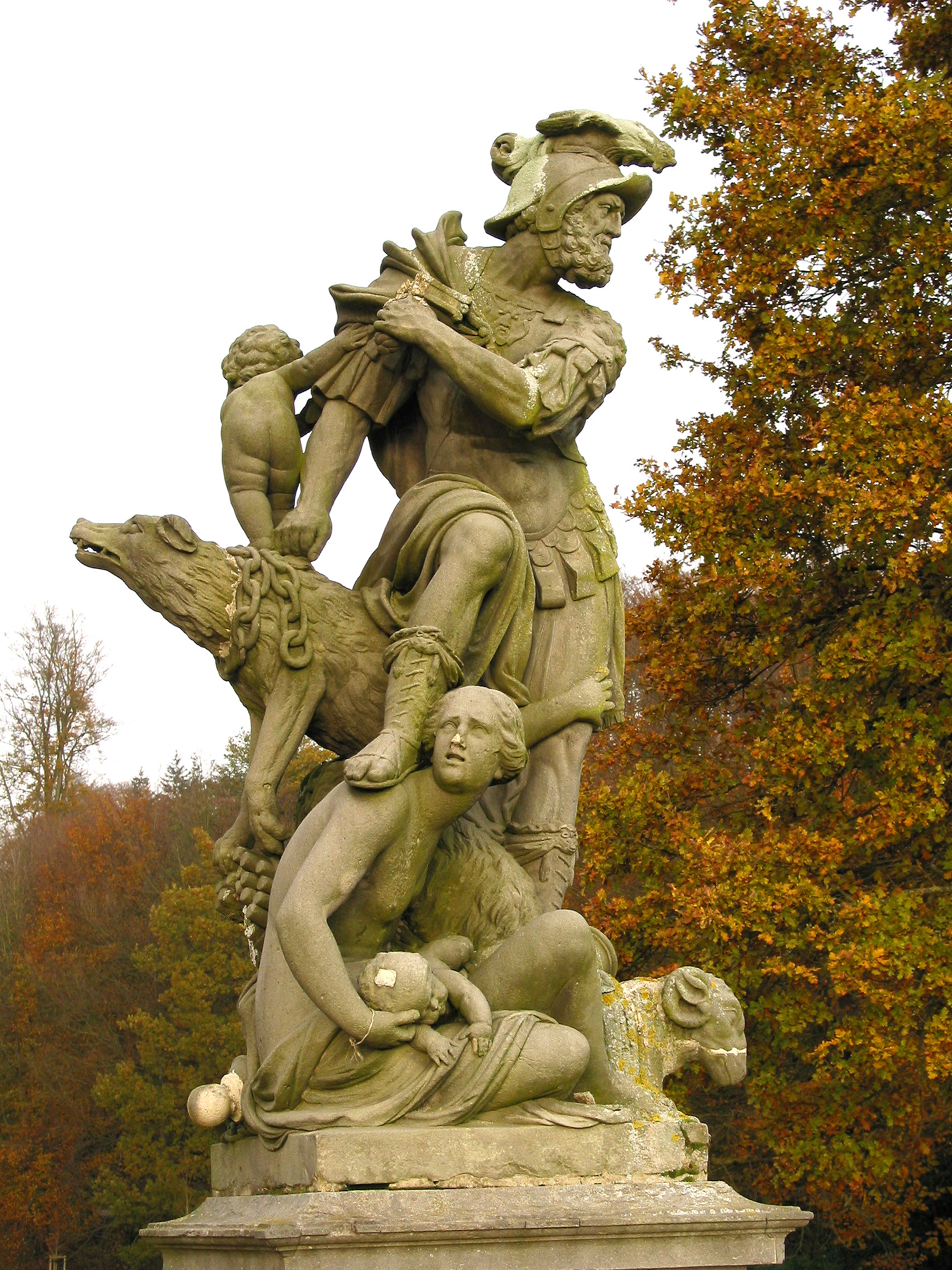
El parque Solvay.

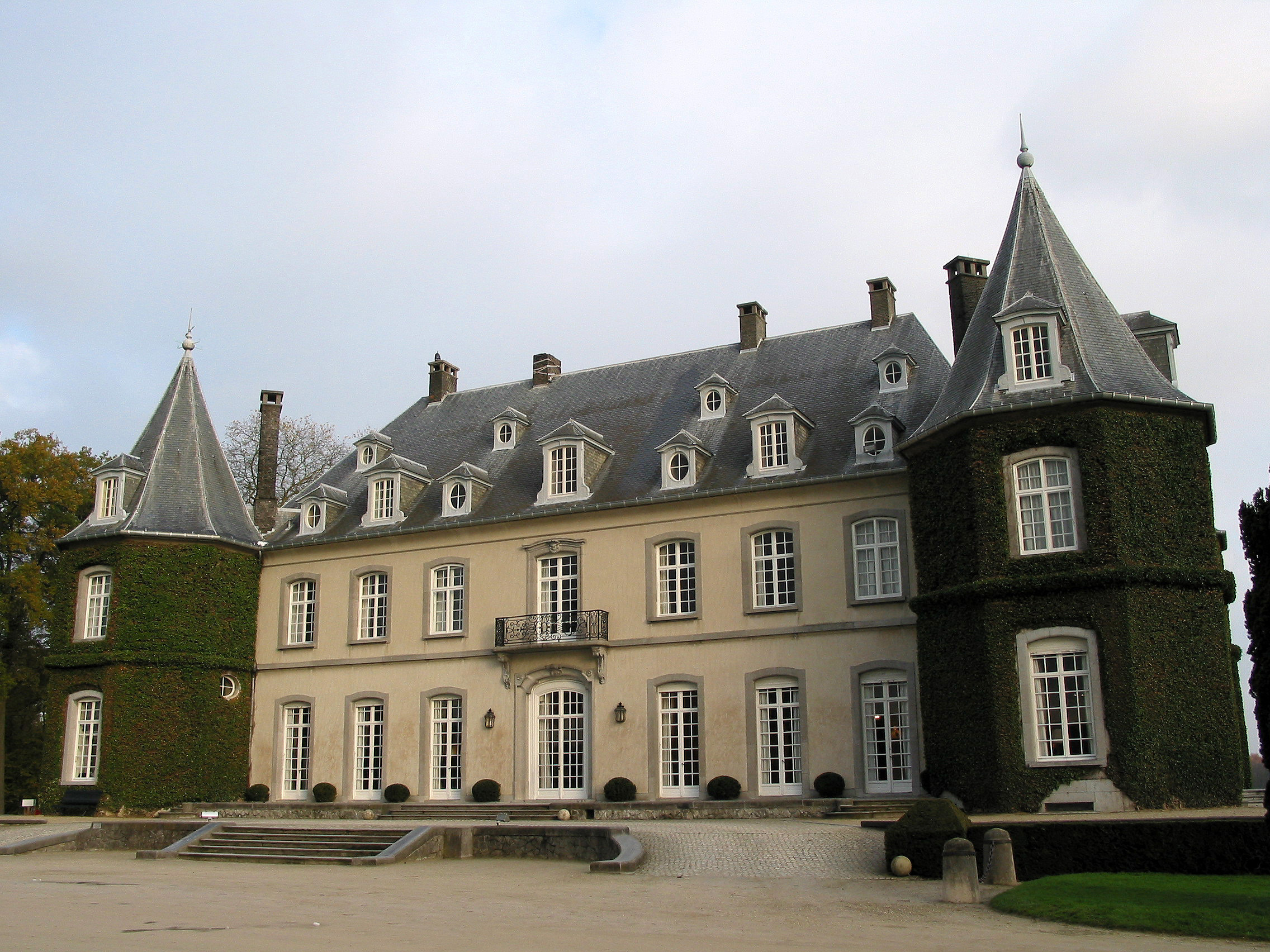
El Castillo (1842), al lado oeste.

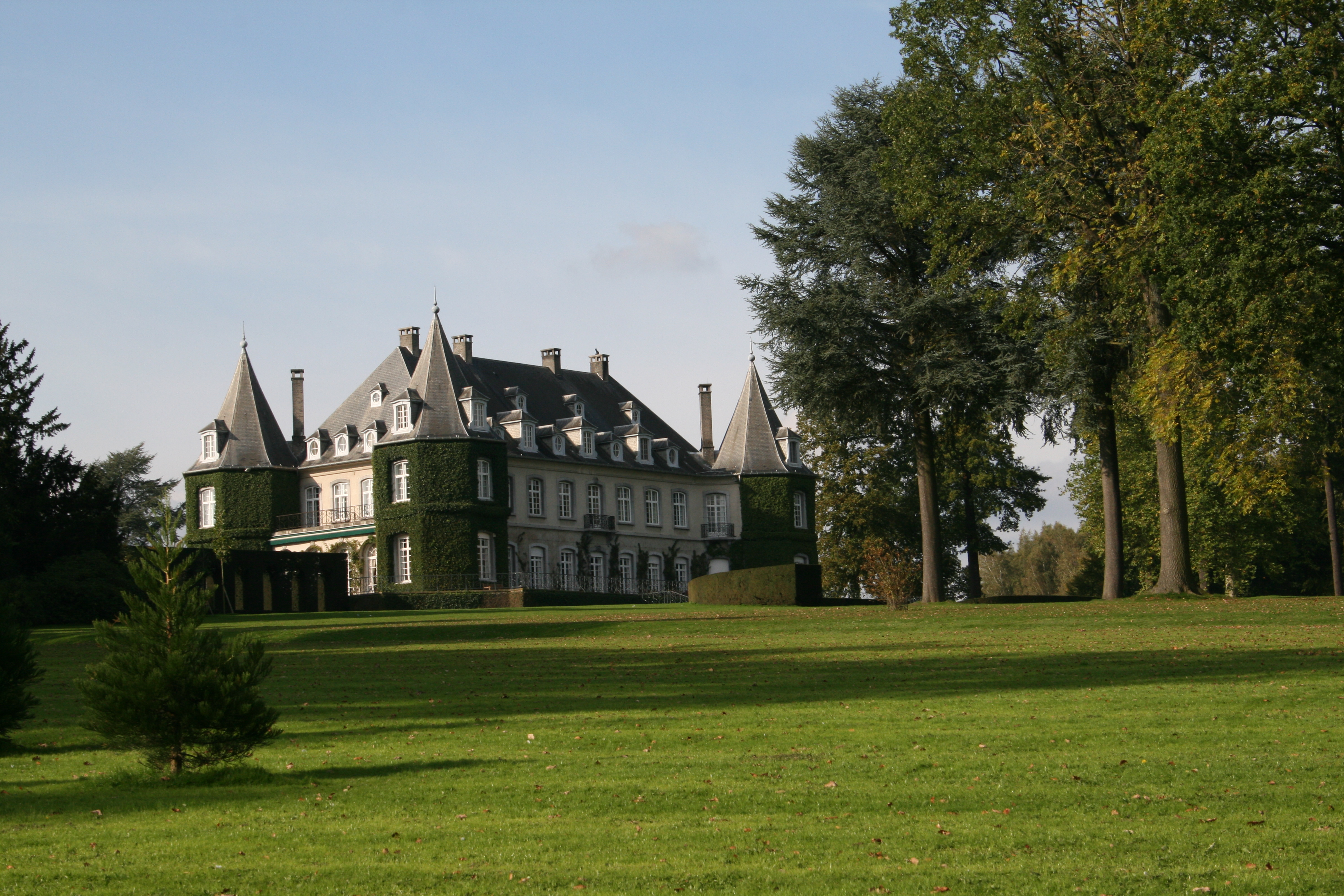
El Castillo, al lado este.